# Michele Norris
Michele Norris, née le 7 septembre 1961, est une journaliste américaine. Elle anime All Things Considered, émission d'information de fin de journée du réseau de radiodiffusion public américain NPR, de 2002 jusqu'à l'élection présidentielle de 2012. Elle quitte la NPR en 2015.
Norris a été correspondante pour ABC News de 1993 à 2002. Elle a collaboré à plusieurs quotidiens de presse écrite, parmi lesquels le Washington Post, le Chicago Tribune et le Los Angeles Times.
Elle est nommée Journaliste de l'année 2009 par le National Association of Black Journalists.

## Publication
(en) The Grace of Silence : A Memoir, 2010, 304 p. (ISBN 9780307379467, lire en ligne)